# Strophanthus caudatus
Strophanthus caudatus là một loài thực vật có hoa trong họ La bố ma. Loài này được (L.) Kurz miêu tả khoa học đầu tiên năm 1877.

## Hình ảnh

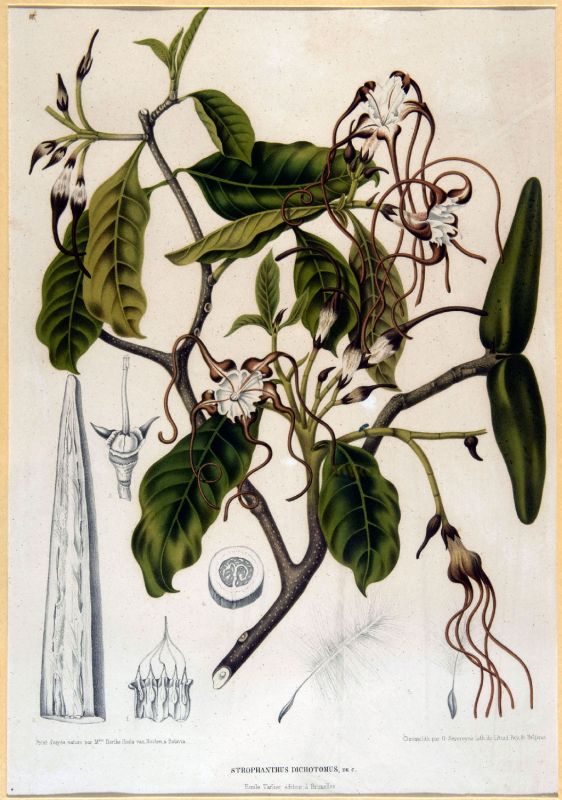